# 成来飞
成来飞，西北工业大学教授，主要从事陶瓷基复合材料环境模拟、制造与应用技术等方面的研究工作。入选中华人民共和国教育部第七批"长江学者"特聘教授，曾获得中国国家技术发明一等奖。